# Sint-Willibrordkerk (Vleuten)
De Sint-Willibrordkerk is een rooms-katholieke kerk aan de Pastoor Ohllaan 34 in Vleuten.

## Geschiedenis
De eerste Sint-Willibrordkerk in Vleuten werd al rond 1300 gebouwd, maar ging tijdens de reformatie over naar de protestanten. De katholieken maakten daarna gebruik van schuilkerken. Op 18 maart 1855 werd de Sint-Willibrordparochie opgericht. In 1884 werd gestart met de bouw van een nieuwe kerk. Op 3 november 1885 werd de kerk ingewijd door bisschop P.M. Snickers.
Architect Nicolaas Molenaar sr. ontwierp een driebeukige kruisbasiliek in neogotische stijl. Ook de pastorie werd door Molenaar ontworpen. De kosten van de bouw werden begroot op fl. 61.359,-. In 1935 werd de kerk verbouwd door Nicolaas Molenaar jr., zoon van de oorspronkelijke architect. Onder meer de zijbeuken werden vergroot, zodat kerkbanken bijgeplaatst konden worden.

## Interieur
De houten heiligenbeelden, de timpaan met het reliëf van Sint Willibrordus als bisschop en de kapitelen boven de ingang,  werden in 1900 gefabriceerd door de firma F.W. Mengelberg. Het beeld van de heilige Willibrord werd in 1951 door Leo Jungblut gemaakt. De gebrandschilderde ramen werden gemaakt door Max Weiss, behalve de ramen in het transept, die door Heinrich Geuer werden gemaakt. Het kerkorgel werd door de firma Meulenberg gebouwd en in 1962 in de kerk geplaatst. De voormalige doopkapel werd in 2001 omgebouwd tot Mariakapel.

## Monument
Het kerkgebouw, de pastorie, de processietuin en het hekwerk zijn rijksmonumenten.

## Parochie
In het verleden was de parochie rondom dit kerkgebouw, de Willibrordparochie, zelfstandig. In 2004 werd besloten tot samengaan met de rooms-katholieken van het naburige dorp De Meern, die een eigen parochie en kerkgebouw hadden, gewijd aan Onze Lieve Vrouw ten Hemelopneming. De nieuwe parochie van Vleuten en De Meern koos voor de naam Licht van Christus. Deze parochie behield de beide kerkgebouwen, de Willibrordkerk in Vleuten en de Mariakerk in De Meern, waar wekelijks erediensten worden gehouden. Ook op andere locaties vinden vieringen uitgaande van deze parochie plaats.

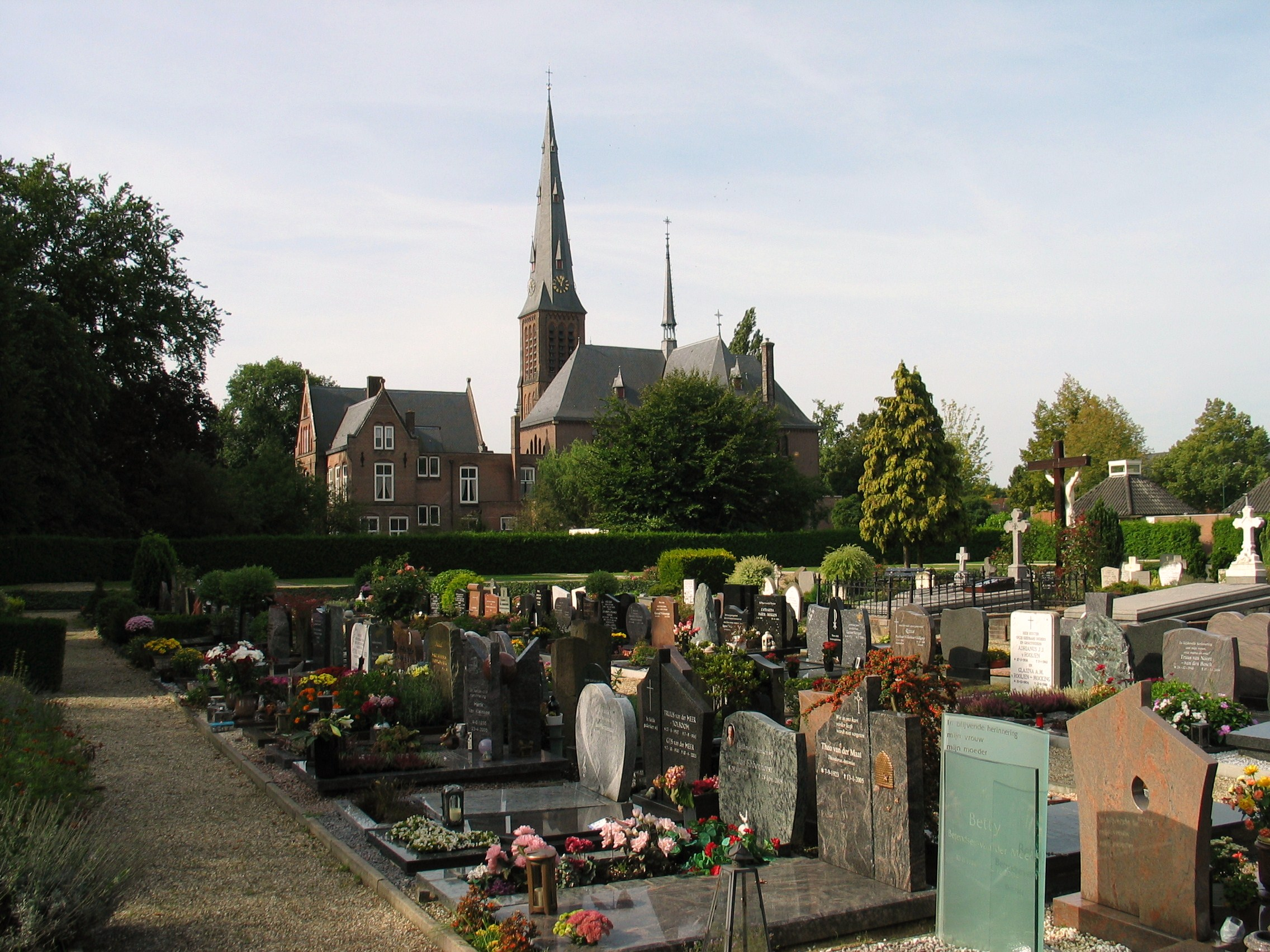
Kerk en begraafplaats
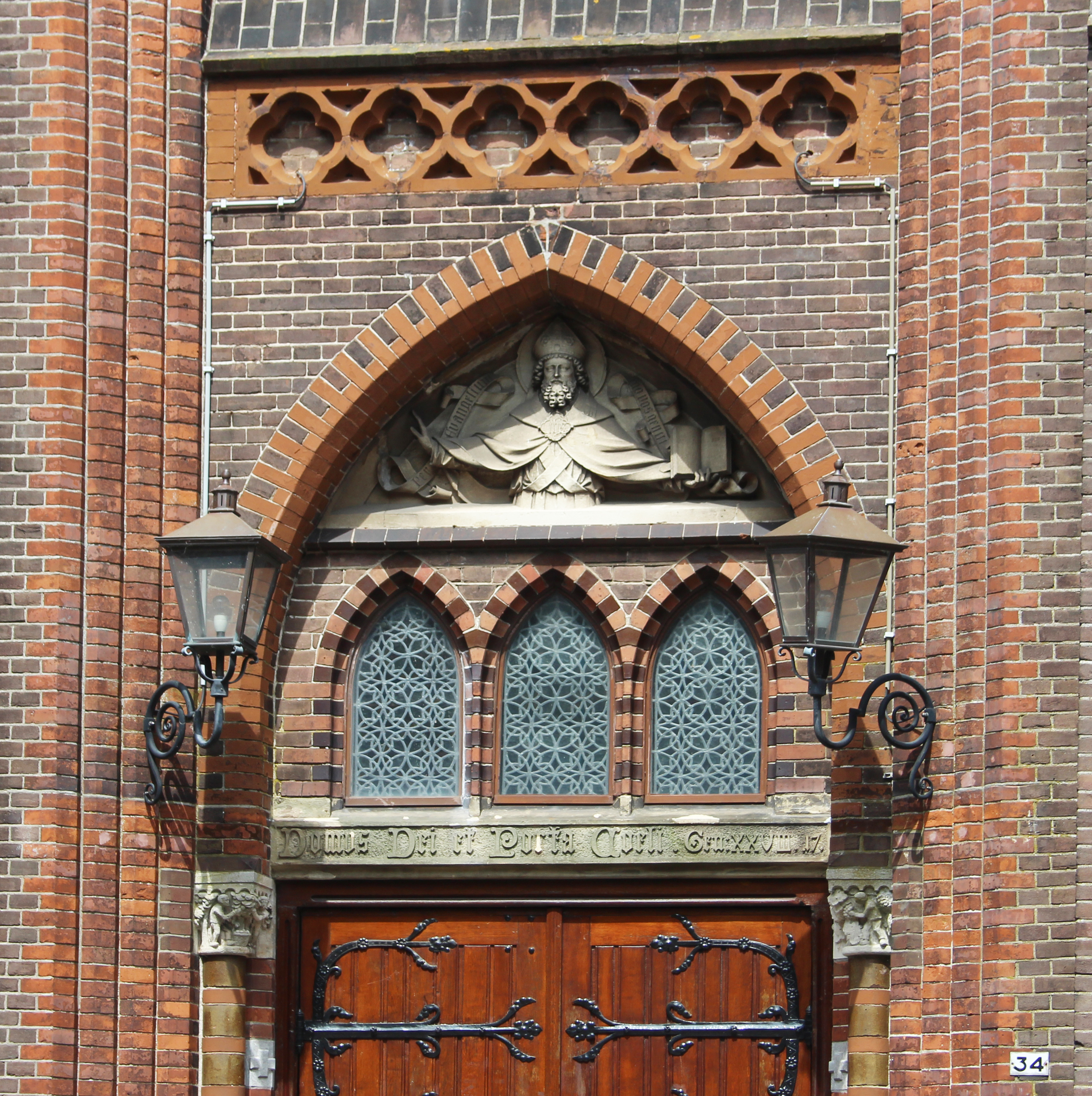
Timpaan met Willibrordus en twee reliëfs van F.W. Mengelberg
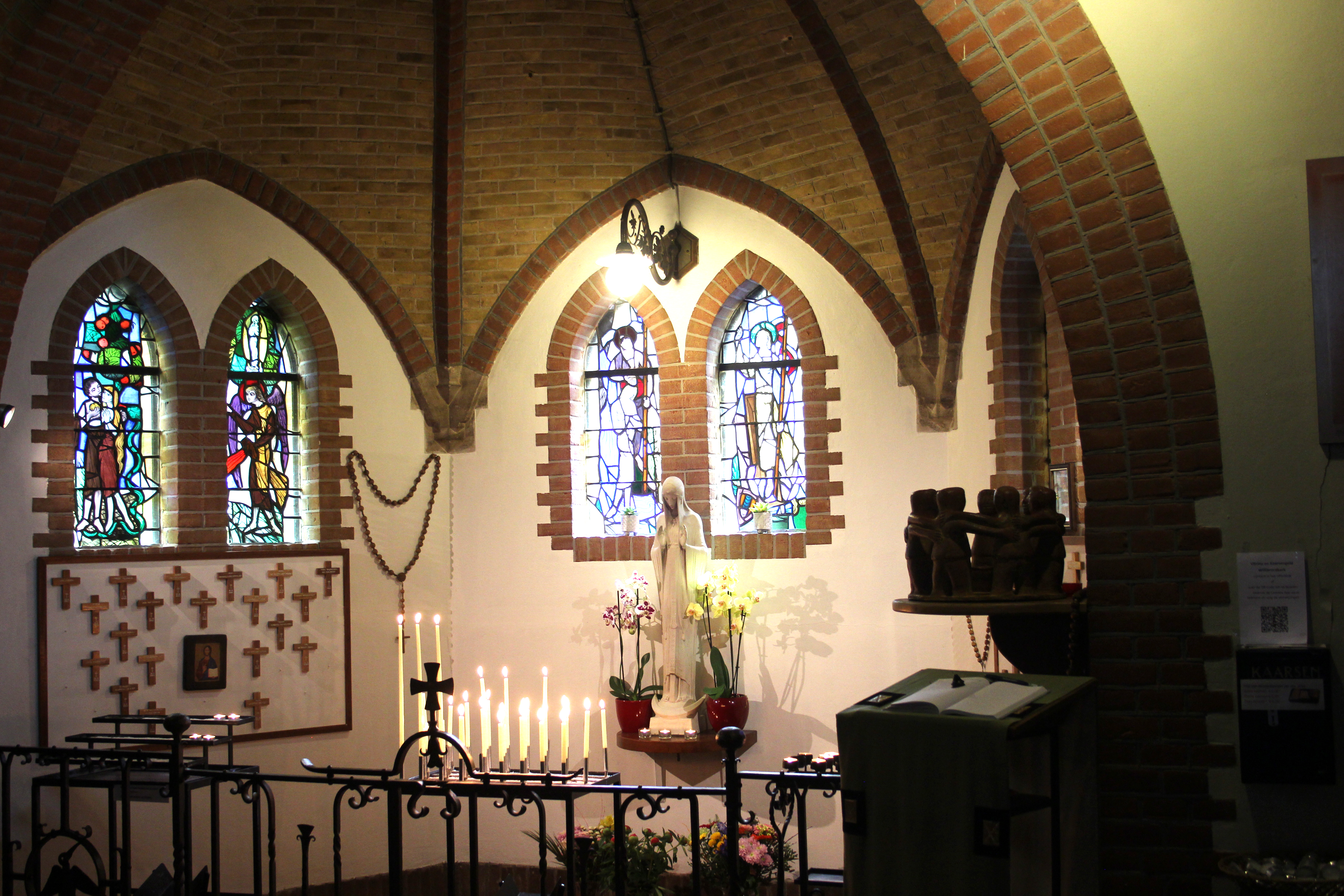
Mariakapel

Historische kerkgebouwen: Marekerk  ·  Onze Lieve Vrouw ten Hemelopneming · Sint-Willibrordkerk · Torenpleinkerk